# Восточное (Макаровский городской округ)

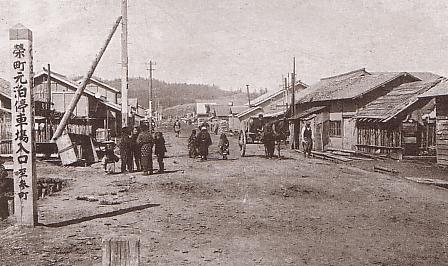
Рядом со станцией Сакаэтё в селе Мотодомари

Восто́чное — село в Макаровском городском округе Сахалинской области России, в 41 км от районного центра.

## География
Находится на берегу Охотского моря в устье реки Восточной.

## История
До 1945 года принадлежало японскому губернаторству Карафуто и называлось Мотодомари (село) (яп. 元泊). После передачи Южного Сахалина СССР село 15 октября 1947 года получило современное название — по своему географическому положению.

## Население
| 1925 | 1935  | 1959  | 1970 | 1979 | 1989 | 2002 |
| ---- | ----- | ----- | ---- | ---- | ---- | ---- |
| 1983 | ↗2285 | ↘2224 | ↘918 | ↘868 | ↘640 | ↘482 |
| 2010 | 2013  | 2021  |      |      |      |      |
| ↘458 | ↘430  | ↘338  |      |      |      |      |

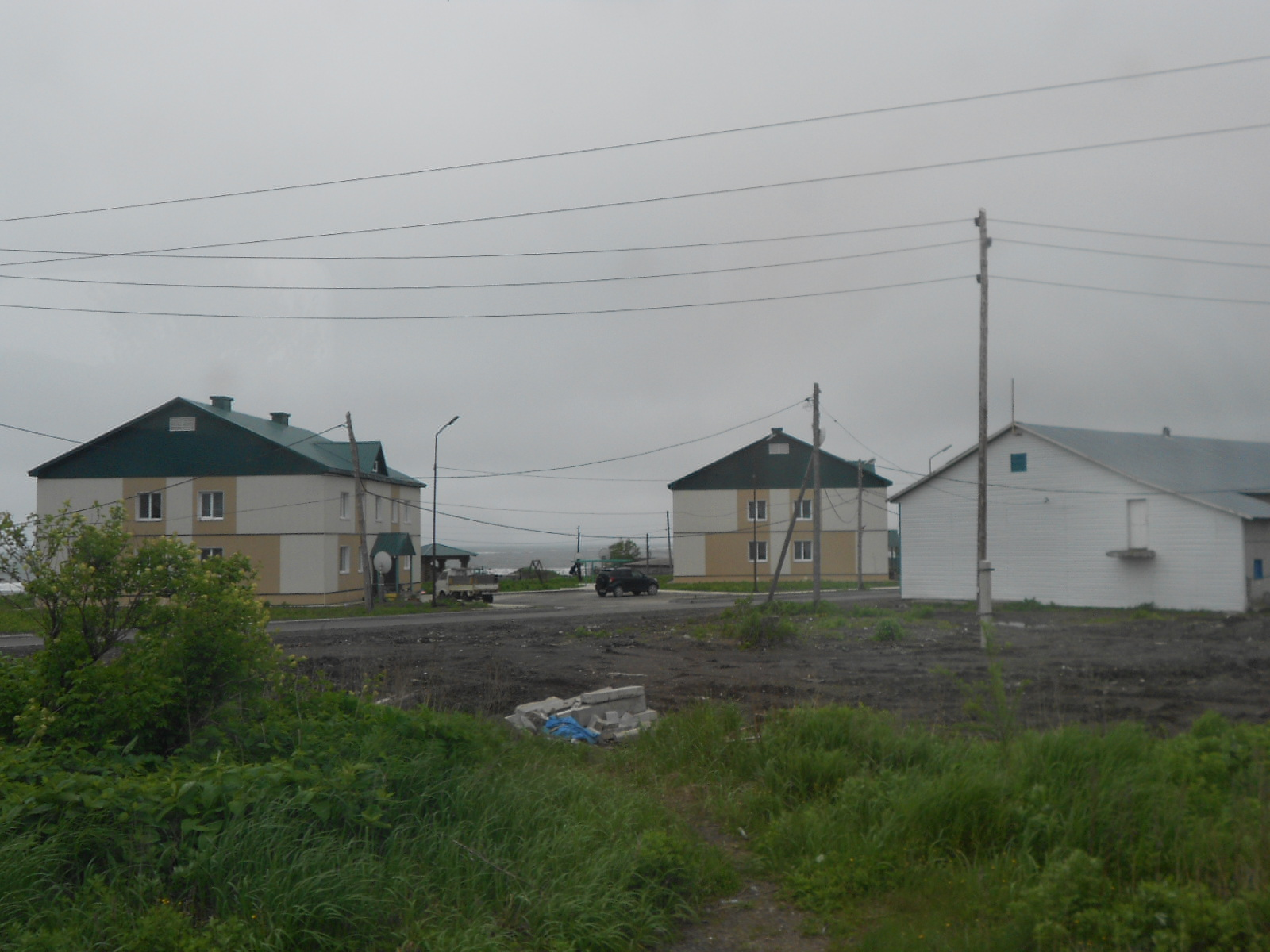
Дома постройки 2010-х годов, вид из поезда

По переписи 2002 года население — 482 человека (227 мужчин, 255 женщин). Преобладающая национальность — русские (89 %).

## Транспорт
В селе расположена платформа Восточный Сахалинского региона Дальневосточной железной дороги.

## Социальная сфера
Основная общеобразовательная школа